# Liste kasachischer Schriftsteller
Dieser Artikel listet alphabetisch kasachische Schriftsteller auf, die ihre Werke in kasachischer Sprache oder kasachischer Literatur in anderen Sprachen – insbesondere dem Russischen (vor dem Zerfall der Sowjetunion) – verfassen respektive verfasst haben. Ein bekannter kasachischer Schriftsteller und Übersetzer russlanddeutscher Herkunft war Herold Belger.
Die Liste erhebt keinen Anspruch auf Vollständigkeit.
- Tachawi Achtanow (1923–1994)
- Kassym Amansholow (1911–1955)
- Muchtar Äuesow (1897–1961)

- Herold Belger (1934–2015)
- Oralhan Bökeyev (1943–1993)

- Dükenbai Dosshanow (1942–2013)
- Iljas Dshansugurow (1894–1938)

- Ilijas Jessenberlin (1915–1983)

- Abisch Kekilbajew (1939–2015)
- Abai Qunanbajuly (1845–1904)

- Beimbet Mailin (Bimagambet) (1894–1938)
- Mukagali Makatajew (1931–1976)
- Sabit Mukanow (1900–1973)
- Gabiden Mustafin (1902–1984)

- Äbdischämil Nurpeissow (1924–2022)

- Schambyl Schabajew (1846–1945)
- Saken Seifullin (1894–1939)
- Akseleu Sejdimbekow (1942–2009)
- Oljas Süleymenov (* 1936)

- Schoqan Uälichanuly (1835–1865)